# Como agua para chocolate (película)
Como agua para chocolate es una película de drama romántico mexicana de 1992, producida y dirigida por Alfonso Arau, y protagonizada por Lumi Cavazos, Marco Leonardi y Regina Torné. Esta película está basada en la novela homónima escrita por Laura Esquivel.

## Argumento
Historia de amor mágico realista en el México en tiempos de la Revolución. Tita y Pedro ven su amor obstaculizado cuando Mamá Elena decide que Tita, siendo su hija menor, siga la tradición de quedarse soltera para cuidar de su madre hasta la muerte de esta, por ser la menor de sus hijas. Tita sufrirá largos años por un amor secreto que perdurará más allá del tiempo. Todo ello con la gastronomía como nexo de unión y metáfora de los sentimientos de los personajes.

## Reparto
- Regina Torné como Mamá Elena de la Garza
- Lumi Cavazos como Tita de la Garza
- Marco Leonardi como Pedro Múzquiz
- Mario Iván Martinez como Dr. John Brown
- Ada Carrasco como Ignacia «Nacha» Sosa
- Yareli Arizmendi como Rosaura de la Garza
- Claudette Maillé como Gertrudis de la Garza
- Joaquín Garrido como Sargento Treviño
- Pilar Aranda como Chencha
- Margarita Isabel como Paquita Lobo
- Farnesio de Bernal como Padre Ignacio
- Arcelia Ramírez como Bisnieta, Lucía Brown
- Sandra Arau como Esperanza Múzquiz
- Andrés García como Alex Brown
- Javi Carron 'el canica' como Juan de la Garza

## Producción

### Música
La música de la película corrió a cargo del guitarrista cubano: Leo Brouwer y en el filme se incluyen las canciones:  “Estrellita marinera”, “Mi querido capitán”, “Ojos de juventud”, “Jesusita en Chihuahua”, “Paso del Norte”, “Mi carro Ford” y “Estrellita”, que son interpretadas por el Trío Los Morales quienes han sido íconos emblemáticos en el folklor mexicano y latino. Muchos temas de la película son interpretados a base de sintetizadores. La partitura de la película fue lanzada por Milan Records.

### Doblaje
Varios actores fueron doblados por actores profesionales. El doblaje de estos actores fue comisionado por el propio Alfonso Arau.
- Guillermo Sauceda (doblaje para Marco Leonardi)
- Cesar Arias (doblaje para Amado Ramìrez)
- Liza Willer (directora de doblaje)[2]
- Carlos Salgado (ingeniero de sonido)[3]

## Recepción

### Crítica
Como agua para chocolate ocupa el lugar 56 en la lista de las 100 mejores películas del cine mexicano, publicada en julio de 1994 por la revista Somos.

## Premios y nominaciones
- Premios Ariel 1992: Ganó 10 premios, incluyendo el de mejor película, mejor dirección y mejores interpretaciones principales masculina y femenina. Estuvo nominado a un total de 14 premios.
- Premios Goya 1993: Nominada a mejor película extranjera de habla hispana.
- Globos de oro 1993: Nominado la a mejor película extranjera.
- Independent Spirit Awards 1994: Nominada a mejor película extranjera.
- Premios BAFTA 1994: Nominada a mejor película de habla no inglesa.
- Festival de Cine Mexicano de Guadalajara 1992: Premio de la audiencia.
- Festival Internacional de Cine de Tokio 1992: Premio a la mejor actriz (Lumi Cavazos) y mejor contribución artística.
- Festival de cine de Gramados 1993: Premio de la audiencia y mejor actriz principal